# Jan Dahrs
Johannes Jacobus (Jan) Dahrs (Amsterdam, 22 maart 1935 – Hoofddorp, 22 juni 2024) was een Nederlands voetballer en voetbaltrainer. Als speler was hij actief bij onder meer Blauw-Wit, SHS, Ajax en RCH.
Hij overleed in juni 2024 op 89-jarige leeftijd.

## Ajax
Dahrs maakte zijn debuut tegen PSV op 19 november 1961 in de basis. Hij speelde vijf wedstrijden voor Ajax. Zijn Europese debuut maakte hij in de Europacup II tegen Újpesti Dózsa SC, die met 3–1 verloren werd.

## Interlands
Dahrs scoorde in de 15e minuut tegen Noorwegen B die in 4–0-winst eindigde.

## Carrièrestatistieken
| Seizoen         | Club            | Land            | Competitie                   | Competitie | Competitie | Beker | Beker | Internationaal | Internationaal | Overig | Overig | Totaal | Totaal |
| Seizoen         | Club            | Land            | Competitie                   | Wed.       | Dlp.       | Wed.  | Dlp.  | Wed.           | Dlp.           | Wed.   | Dlp.   | Wed.   | Dlp.   |
| --------------- | --------------- | --------------- | ---------------------------- | ---------- | ---------- | ----- | ----- | -------------- | -------------- | ------ | ------ | ------ | ------ |
| 1954/55         | Blauw-Wit       | Nederland       | Eerste klasse A (Afgebroken) | –          | 1          | –     | –     | 0              | 0              | 0      | 0      | –      | 1      |
| 1954/55         | Blauw-Wit       | Nederland       | Eerste klasse C              | –          | 6          | –     | –     | 0              | 0              | 0      | 0      | –      | 6      |
| 1955/56         | Blauw-Wit       | Nederland       | Eerste klasse B              | –          | 3          | –     | –     | 0              | 0              | 0      | 0      | –      | 3      |
| 1956/57         | Blauw-Wit       | Nederland       | Eerste divisie B             | –          | 10         | –     | –     | 0              | 0              | 0      | 0      | –      | 10     |
| 1957/58         | Blauw-Wit       | Nederland       | Eredivisie                   | –          | 3          | –     | –     | 0              | 0              | 0      | 0      | –      | 3      |
| 1958/59         | Blauw-Wit       | Nederland       | Eredivisie                   | –          | 8          | –     | 0     | 0              | 0              | 0      | 0      | –      | 8      |
| 1959/60         | SHS             | Nederland       | Eerste divisie B             | –          | 20         | –     | –     | 0              | 0              | 0      | 0      | –      | 20     |
| 1960/61         | SHS             | Nederland       | Eerste divisie B             | –          | 8          | –     | 1     | 0              | 0              | 0      | 0      | –      | 9      |
| 1961/62         | Ajax            | Nederland       | Eredivisie                   | 4          | 1          | 0     | 0     | 1              | 0              | 0      | 0      | 5      | 1      |
| 1962/63         | Ajax            | Nederland       | Eredivisie                   | 0          | 0          | 0     | 0     | 0              | 0              | 0      | 0      | 0      | 0      |
| 1963/64         | RCH             | Nederland       | Tweede divisie A             | –          | 5          | 1     | 1     | 0              | 0              | 0      | 0      | –      | 6      |
| 1964/65         | RCH             | Nederland       | Tweede divisie B             | –          | 1          | 3     | 1     | 0              | 0              | 0      | 0      | –      | 2      |
| Carrière totaal | Carrière totaal | Carrière totaal | Carrière totaal              | –          | 66         | –     | 3     | 1              | 0              | 0      | 0      | –      | 69     |

## Erelijst

### Als speler
Blauw-Wit
| Nationaal      |    |         |
| Eerste divisie | 1x | 1956/57 |

 Ajax
| Internationaal             |    |         |
| International Football Cup | 1x | 1961/62 |